# DOS

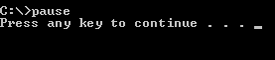
A DOS parancssoros felhasználói felülete

A DOS rövidítés jelentése: Disk Operating System, azaz lemezek kezelésére képes operációs rendszer.

## Története

### DOS/360
A DOS/360-at, vagy röviden csak DOS-t az IBM 1966 júniusában adta ki. A DOS névvel a TOS (Tape Operating System, azaz mágnesszalag kezelésére képes operációs rendszer) ellenpárjaként lépett fel.
Később a továbbfejlesztett operációs rendszert már egyszerűen OS/360-nak nevezték.
Ezt az operációs rendszert speciális lyukkártyacsomagok összeállításával vezérelte az operátor vagy a programozó. Ezek a lyukkártyák alkották a JCL-t (Job Control Language, feladatvezérlő nyelvet). A programot és adatokat tartalmazó kártyákat a JCL kártyák közé helyezték. A JCL kártyák könnyebb felismerésük céljából általában más, feltűnő színű kartonra készültek.
Példa DOS-os JCL-re:
```
// TLBL TAPEFIL,'COPYTAPE.JOB',,,,2
// ASSGN SYS005,DISK,VOL=VOL01,SHR
// DLBL DISKFIL,'COPYTAPE.JOB',0,SD
// EXTENT SYS005,VOL01,1,0,800,1600
```

### x86 DOS rendszerek
Amikor húsz évvel később a személyi számítógépek képesek lettek hajlékonylemezek használatára, a DOS elnevezés újra életre kelt, különböző gyártók különböző rendszereit jelentette, ezek közül a legfontosabb az IBM PC operációs rendszere, az MS-DOS, és a vele kompatibilis változatok, melyek uralták az IBM PC-kompatibilis számítógépek piacát 1981 és 1995 között: PC-DOS, MS-DOS, FreeDOS, DR-DOS, Novell-DOS, OpenDOS, PTS-DOS, ROM-DOS és mások.
Ezen DOS változatok alapja a CP/M, melyet azonban kibővítettek a UNIX-hoz hasonló könyvtárszerkezet kezelésének képességével, és saját lemezformátumot vezettek be (FAT). Single-user (egyfelhasználós) és single-tasking (egyfeladatos) rendszer, jogosultsági vagy védelmi rendszere nincs. A CP/M (Control Program for Microcomputers) rendszert Gary Kildall és a Digital Research fejlesztette ki 1973-ban, és készítői csak egy egyszerű operációs rendszernek szánták. Viszont nagy sikere lett, 600 000 darabot adtak el belőle, a mikroszámítógépek 70%-án ez futott.
1980 áprilisában Tim Paterson is elkezdett írni egy operációs rendszert, mivel a Digital Research késett a CP/M-86 operációs rendszer kiadásával. Ezt a Seattle Computer Products 8086-alapú számítógépeivel lehet használni, és a CP/M forrásán alapult. A Seattle Computer Products ezt QDOS (Quick and Dirty Operating System, vagy más néven 86-DOS) 0.10 néven dobta piacra.
1980 októberében a Bill Gates, a Microsoft vezetője 25 000 dollárt fizetett a Seattle Computer Products QDOS-áért, hogy leszállítsa azt egy meg nem nevezett kliensnek, az IBM-nek. Kildall nem akarta annak elődjét, a CP/M-et eladni a cégnek.
A QDOS-t a Microsoft által alkalmazott Tim Paterson átírta, hogy működjön IBM-alapú számítógépeken is. Decemberben a Digital Research kiadja a CP/M-86 operációs rendszert. A következő év júliusában a Microsoft minden jogot megvesz a Seattle Computer Products-tól a QDOS-ra, és elnevezi MS-DOS-nak.
Az IBM ezt a programot PC-DOS, míg a Microsoft MS-DOS néven fejleszti tovább. Ezek párhuzamosan zajlanak, de a PC-DOS csak IBM-alapú gépeken működik.

#### DR-DOS, Novell DOS, OpenDOS
1988 januárjában a Digital Research, Gary Kidall cége átnevezte a CP/M-et DR-DOS-ra, majd májusban kiadja a DR-DOS 3.31-et. Ez 512 MB-os merevlemez-partíciókat is támogatott. 1990 májusában jött ki a DR-DOS 5.0, majd 1991 szeptemberében a DR-DOS 6.0, amely támogatta a Superstore lemeztömörítést. 1993 áprilisában a Novell megvette a Digital Research-öt, és a program nevét Novell DOS-ra változtatta. Decemberben ki is adta az operációs rendszert Novell DOS 7.0 néven.
1997 januárjában a Novell eladta a Novell DOS-t a Caldera Systemsnek, ami nyílt forráskóddal OpenDOS 7.01-ként adja ki. Decemberben azonban a Caldera már zárt forráskóddal dobta piacra az OpenDOS 7.02-t. 1999 júniusában a Caldera Systems is megvált a rendszertől, a felvásárló Lineo újra DR-DOS néven, 7.03-as verziószámmal adja ki azt. Decemberben a Lineo kizárólag OEM licenccel teszi elérhetővé a DR-DOS 7.04-et. 2000 januárjában a Lineo kiadja a DR-DOS 7.05 bétát, de gyorsan be is fejezi a fejlesztését. 2002 júliusában Udo Kuhnt belekezd a DR-DOS/OpenDOS Fejlesztési Projektbe, ami az OpenDos 7.01-en alapul. Októberben a Lineo eladja a DR-DOS-t a DeviceLogics-nak, akik 2004 márciusában DR-DOS 8.0 néven adják ki.

#### ROM-DOS
A ROM-DOS a Datalight fejlesztése, 1989-ben adták ki. Beágyazott eszközök fejlesztőinek tervezték. Kompatibilis az MS-DOS-szal.

#### PD-DOS, FreeDOS
A FreeDOS-t eredetileg PD-DOS néven Jim Hall indította útjára 1994. június 28-án. A nyílt forráskódú projekt Free-DOS néven vált ismertté. 1996-tól a fejlesztők "elhagyták" a kötőjelet, a projekt azóta FreeDOS néven él, GNU GPL licenc alatt tették elérhetővé. 2006. szeptember 3-án adták ki a FreeDOS 1.0 verzióját. Az aktuális az 1.1-es verzió, azonban még az 1.0 verzió is letölthető. A FreeDOS projekt koordinátora jelenleg is Jim Hall. A projekt a Microsoft DOS-szal kompatibilis. Szabadon letölthető a projekt weboldaláról. Az fdfullcd.iso bővebb változat 153 MByte méretű és hasznos alkalmazásokkal egészül ki: így például az Arachne nevű, egyszerű böngészőklienssel, az Mpxplay multiformátumú zenelejátszóval, egy SSH klienssel, és az OpenGEM grafikus környezettel. A FreeDOS alkalmas a kilencvenes években népszerű játékprogramok futtatására.

#### PTS-DOS
Fizetős operációs rendszer. Támogatja a nagy fájlrendszerek használatát, akár 4GB felett is, valamint 4GB-ig a memória kezelését. A PTS-DOS 7.0-t 1995 júliusában, a PTS-DOS 2000-et pedig 1999 szeptemberében adták ki.

## DOS verziók
| Név                                                    | Alkotó           | Jelenlegi kód tulajdonosa/ Karbantartó | Licenc      | Első kiadás dátuma | Maximális partícióméret | Támogatott fájlrendszer | 3.5" floppy kapacitás               | 5.25" floppy kapacitás     | Hosszú fájlnév támogatás |
| ------------------------------------------------------ | ---------------- | -------------------------------------- | ----------- | ------------------ | ----------------------- | ----------------------- | ----------------------------------- | -------------------------- | ------------------------ |
| MS-DOS 1.1                                             | Microsoft        | nem támogatott                         | jogvédett   | 1982               | nem támogatott          | FAT12                   | nem támogatott                      | 360kB                      | nincs                    |
| MS-DOS 3.0                                             | Microsoft        | nem támogatott                         | jogvédett   | 1984               | 32MB                    | FAT12                   | nem támogatott                      | 360kB, 1.2MB               | nincs                    |
| MS-DOS 3.2                                             | Microsoft        | nem támogatott                         | jogvédett   | 1986               | 32MB                    | FAT12                   | 720kB                               | 360kB, 1.2MB               | nincs                    |
| MS-DOS 3.3                                             | Microsoft        | nem támogatott                         | jogvédett   | 1987               | 32MB                    | FAT12                   | 720kB, 1.44MB                       | 360kB, 1.2MB               | nincs                    |
| MS-DOS 4.0                                             | Microsoft        | nem támogatott                         | jogvédett   | 1988               | 2GB                     | FAT12, FAT16            | 720kB, 1.44MB                       | 360kB, 1.2MB               | nincs                    |
| MS-DOS 5.0                                             | Microsoft        | nem támogatott                         | jogvédett   | 1991               | 2GB                     | FAT12, FAT16            | 720kB, 1.44MB                       | 360kB, 1.2MB               | nincs                    |
| MS-DOS 6.2                                             | Microsoft        | nem támogatott                         | jogvédett   | 1994               | 2GB                     | FAT12, FAT16            | 720kB, 1.44MB, 2.88MB               | 360kB, 1.2MB               | nincs                    |
| MS-DOS 6.22                                            | Microsoft        | nem támogatott                         | jogvédett   | 1994               | 2GB                     | FAT12, FAT16            | 720kB, 1.44MB, 2.88MB               | 360kB, 1.2MB               | nincs                    |
| MS-DOS 7.0 (Windows 95A)                               | Microsoft        | nem támogatott                         | jogvédett   | 1995               | 2GB                     | FAT12, FAT16            | 720kB, 1.44MB, 2.88MB               | 360kB, 1.2MB               | van                      |
| MS-DOS 7.1x (Windows 95B/OSR2, 95C/OSR2.5, 98 és 98SE) | Microsoft        | nem támogatott                         | jogvédett   | 1996               | 124.55GB (FAT32-vel)    | FAT12, FAT16, FAT32     | 720kB, 1.44MB, 2.88MB               | 360kB, 1.2MB               | van                      |
| MS-DOS 8.0 (Windows ME)                                | Microsoft        | nem támogatott                         | jogvédett   | 2000               | 124.55GB (FAT32-vel)    | FAT12, FAT16, FAT32     | 720kB, 1.44MB, 2.88MB               | 360kB, 1.2MB               | van                      |
| DR-DOS 6.0                                             | Digital Research | nem támogatott                         | jogvédett   | 1991               | 2GB                     | FAT12, FAT16            | 720kB, 1.44MB, 2.88MB               | 360kB, 1.2MB               | nincs                    |
| DR-DOS 7.03                                            | Lineo            | DeviceLogics                           | jogvédett   | 1999               | 2GB                     | FAT12, FAT16            | 720kB, 1.44MB, 2.88MB               | 360kB, 1.2MB               | nincs                    |
| DR-DOS 8.0                                             | DeviceLogics     | DeviceLogics                           | jogvédett   | 2004               | ?                       | FAT12, FAT16, FAT32     | 720kB, 1.44MB, 2.88MB               | 360kB, 1.2MB               | nincs                    |
| FreeDOS beta 0.9                                       | Bernd Blaau      | Bernd Blaau                            | Open Source | ?                  | ?                       | FAT12, FAT16, FAT32     | 720kB, 1.44MB, 2.88MB               | 360kB, 1.2MB               | van                      |
| Novell DOS 7.0                                         | Novell           | nem támogatott                         | jogvédett   | 1993               | 2GB                     | FAT12, FAT16            | 720kB, 1.44MB, 2.88MB               | 360kB, 1.2MB               | nincs                    |
| OpenDOS 7.01                                           | Caldera Systems  | Udo Kuhnt?                             | Open Source | 1997               | 2GB                     | FAT12, FAT16, FAT32     | 720kB, 1.44MB, 2.88MB               | 360kB, 1.2MB               | nincs                    |
| PC-DOS 1.0                                             | IBM              | nem támogatott                         | jogvédett   | 1981               | nem támogatott          | FAT12                   | nem támogatott                      | 360kB                      | nincs                    |
| PC-DOS 7.x / 2000                                      | IBM              | IBM                                    | jogvédett   | 1995               | 2GB                     | FAT12, FAT16            | 720kB, 1.44MB, 1.86MB (XDF), 2.88MB | 360kB, 1.2MB, 1.54MB (XDF) | nincs                    |
| PTS-DOS 32                                             | PhysTechSoft     | PhysTechSoft                           | jogvédett   | ?                  | ?                       | FAT12, FAT16, FAT32     | 720kB, 1.44MB, 2.88MB               | 360kB, 1.2MB               | van                      |
| PTS-DOS 2000                                           | PhysTechSoft     | PhysTechSoft                           | jogvédett   | ?                  | ?                       | FAT12, FAT16, FAT32     | 720kB, 1.44MB, 2.88MB               | 360kB, 1.2MB               | van                      |
| PTS-DOS 2000 PRO                                       | PhysTechSoft     | PhysTechSoft                           | jogvédett   | ?                  | ?                       | FAT12, FAT16, FAT32     | 720kB, 1.44MB, 2.88MB               | 360kB, 1.2MB               | van                      |
| ROM-DOS                                                | Datalight        | Datalight                              | jogvédett   | ?                  | ?                       | FAT12, FAT16, FAT32     | 720kB, 1.44MB, 2.88MB               | 360kB, 1.2MB               | van                      |

## A DOS működése
A DOS rendszer az alkalmazás és a számítógép hardvere között csatlakozást biztosít. Rendelkezik memóriakezelő, lemezkezelő, be- és kiviteli szolgáltatásokkal. Az újabb verziók támogatják a hálózatkezelést is.

### A parancsértelmező
A DOS rendszer parancsokkal vezérelhető. A parancsértelmező feladata, hogy a parancsokat bekérje a felhasználótól, értelmezze, majd végrehajtassa azokat. Az MS-DOS-ban alapértelmezés szerint a COMMAND.COM állomány felelős a parancsértelmező feladatainak ellátásáért. Az operációs rendszer betöltődését az jelzi, hogy megjelenik a képernyőn a gép készenléti jele, az ún. prompt (például C:\>), utána pedig a kurzor villog. A promptot a prompt paranccsal módosíthatjuk.